# We Bring the Noise!
We Bring the Noise! (dt. „Wir bringen den Lärm“) ist das achte Studioalbum der deutschen Techno-Band Scooter von 2001.

## Hintergrund
Das Album wurde am 11. Juni 2001 veröffentlicht und enthält, wie fast jedes Scooter-Album, 12 Titel. Auf dem Album sind kaum Experimente oder stilfremde Elemente zu finden, und Scooter kehren damit wieder ins Dance-Genre zurück. Auf der CD findet man eine Reihe von Cover-Versionen, unter anderem den Titel Habibi Halua, der fast komplett einem Dead-Can-Dance-Thema entspricht, sowie Devil Drums, welches eine Anlehnung an das zur selben Zeit ziemlich erfolgreiche Played Alive vom Safri Duo darstellt.
Das Album belegte Platz 15 der deutschen Album-Charts. In Österreich belegte das Album Platz 32, in der Schweiz Rang 74, sowie den 8. Rang in Finnland und den 9. in Schweden.

## Tracklist
1. Habibi Halua (1:05)
2. Posse (I Need You On The Floor) (3:50)
3. Acid Bomb (5:33)
4. We Bring the Noise! (3:44)
5. Are U Happy (5:19)
6. So Whatcha Want (4:05)
7. Burn The House (4:35)
8. Chinese Whispers (6:23)
9. I Shot the DJ (3:41)
10. Transcendental (6:01)
11. Remedy (3:34)
12. Devil Drums (5:24)

## Singles

### Posse (I Need You On The Floor)
Die Single wurde am 21. Mai 2001 veröffentlicht und erreichte Platz 3 der irischen Charts. In Deutschland und Österreich schaffte es die Single auf Rang 7, in Großbritannien und Dänemark auf den 15. Platz. In der Schweiz erreichte die Single Platz 43. Der Track erinnert an gewisse Melodie-Passagen von Anne Clarks Just After Sunset: The Poetry of Rainer Maria Rilke, die erste Zeile der Lyrics („Tyree Cooper, the producer, but now it's Scooter who are super duper!“) ist zudem eine leicht abgeänderte Variante einer Textzeile von Turn Up The Bass von Tyree Cooper aus 1988.
Tracklist
1. Posse - I Need You On The Floor - Radio Version (3:50)
2. Posse - I Need You On The Floor - Extended Version (6:38)
3. Posse - I Need You On The Floor - Tee Bee Mix (7:00)
4. Posse - I Need You On The Floor - Club Mix (6:39)

### I Shot the DJ (Aiii Shot the DJ)
Die Single erschien am 13. August 2001. Sie erreichte Platz 29 in Deutschland, 22 in Österreich und 98 in der Schweiz. In Finnland schaffte es die Single bis auf Rang 16 und in Schweden auf den 37. Rang. Im Video zur Single spielte der deutsche Comedian Helge Schneider mit.
Tracklist
1. Aiii Shot The DJ - Radio Version (3:32)
2. Aiii Shot The DJ - Extended Version (4:54)
3. Aiii Shot The DJ - Bite The Bullet Mix (6:38)